# 大衛·凱利 (設計師)
大衛•凱利（1951年2月13日—）是一位知名的美國設計師、商人與教授。出生於俄亥俄州，以創辦知名設計公司IDEO和史丹佛大學哈索•普拉特納設計研究所聞名，曾經獲得美國設計與設計教育領域的相關傑出貢獻獎項。並以宣導設計思考方法學活躍於商業領域當中。